# Aeroportul Municipal Perry
Aeroportul Municipal Perry (IATA: PRO, ICAO: KPRO, FAA LID: PRO) este un aeroport din Iowa, Statele Unite ale Americii ce deservește zona Perry⁠(d). A fost numit după zona deservită.
Situat la o altitudine de 309 m, aeroportul dispune de 2 piste.

## Infrastructură

### Piste
Aeroportul dispune de 2 piste. Pista 14/32 are suprafața de beton și dimensiunile 4.001 picioare × 75 picioare. Pista 04/22 are suprafața de Iarbă și dimensiunile 2.322 picioare × 237 picioare. 